# Yaser Abdel Said
Yaser Abdel Said (en árabe: ياسر عبدال سيد‎; Península de Sinaí, 27 de enero de 1957) es un asesino Filicida convicto. Yaser estuvo en la lista de los fugitivos más buscados del FBI. Residente egipcio de los Estados Unidos, fue buscado por el asesinato de sus dos hijas adolescentes en Irving (Texas). Se dijo que Said, que controlaba mucho a su familia, sentía que sus hijas Amina y Sarah lo deshonraban al negarse a adherir a los estándares tradicionales de comportamiento cultural islámico. El 1 de enero de 2008 las atrajo a su taxi con el pretexto de llevarlas a comer y las mató a tiros. Evadió la captura policial y permaneció prófugo durante doce años hasta finales de agosto de 2020.

## Familia
Yaser contrajo matrimonio con Patricia «Tissie» Owens en febrero de 1987 cuando tenía 30 años y su mujer 15. Más tarde, Patricia alegó que Yaser abusó de ella durante su matrimonio. Amina nació en 1989 y Sarah nació en 1990. En 1988 tuvieron un hijo llamado Islam Said, mientras que Yaser tuvo una hija en 1987 con otra mujer.

## Abuso de Amina y Sarah
Las chicas dijeron a familiares y amigos que su padre las había abusado física y sexualmente. Sarah escribió «me trata como una puta» en una conversación de mensaje instantáneo con un amigo. En varias ocasiones, Amina concurrió a la escuela con moretones o un labio partido. Amina le dijo a sus amigos que las heridas fueron infligidas por su padre y que su madre no le permitió buscar atención médica.

## Asesinatos de Amina y Sarah
Después de Navidad, Amina y Sarah huyeron con su madre a Tulsa, Oklahoma, donde el novio de Amina tenía parientes. Supuestamente, Patricia le había dicho a sus hijas que el 31 de diciembre era el aniversario de la muerte de su madre y que quería conducir al este de Texas para poner flores en su tumba, y luego regresar con su padre. Sarah fue a regañadientes, mientras que Amina se negó. Patricia condujo hasta la casa de la amiga de Amina y llamó a la puerta, discutiendo con ella para tratar de convencerla de que volviera con Yaser. Amina todavía se negó a ir. Patricia insistió y se quedó inmóvil en la puerta, diciendo que su padre la había perdonado y que le gustaría que las niñas volvieran a casa. El 1 de enero de 2008, Yaser llevó a Amina y Sara a su taxi, las besó y les dijo que las llevaría a comer. Patricia quería acompañarlos, pero Yaser le dijo que quería hablar con sus hijas a solas. Las llevó a ambas a Irving, donde las mató a tiros dentro del vehículo. Amina murió instantáneamente, mientras que Sarah logró llamar al 911 gritando "¡Ayuda, mi papá me disparó! ¡Me estoy muriendo, me estoy muriendo!". Poco después el taxi de Yaser fue descubierto por otro taxista afuera de un hotel.

## Secuelas
Tras los asesinatos Yaser desapareció, aunque no había constancia de que hubiera vuelto a Egipto. El FBI creía que podía estar manejando un taxi en la ciudad de Nueva York. Un taxista informó que pudo haberlo visto conduciendo un taxi en el aeropuerto de Newark. Al parecer, algunas personas también lo vieron en Nueva York conduciendo un Mercedes viejo de color claro o champán y trabajando como taxista en 2014, y el FBI fue informado de esto. El 4 de diciembre de 2014, Yaser fue agregado a la lista de los Diez Fugitivos más buscados del FBI con una recompensa de 100.000 dólares por cualquier información que conduzca a su arresto.

## Captura
El día 26 de agosto de 2020 el FBI anunció su captura en Justin (Texas), sin incidentes o disparos.

## Juicio
Yaser
Yaser fue acusado de homicidio capital, haciéndolo elegible para la pena de muerte. No obstante, los fiscales de su caso prefirieron no buscar la pena de muerte. En vez de eso a Said se le sentenciaria a Cadena Perpetua sin posibilidades de obtener Libertad Condicional. Su juicio comenzó el 2 de agosto de 2022. Hasta ese día, Said estuvo recluido en el Centro Correccional de North Tower en Dallas. Durante los testimonios en el juicio, mediante un traductor, Said mantuvo su inocencia defendiéndose en su juicio alegando que no estuvo en el taxi al momento de los asesinatos y que fue víctima de un perseguidor quien los encontró y atentó contra sus hijas, logrando él escapar del atentado en su contra. Tras los testimonios y luego de tres horas de deliberación, el jurado encontró a Said culpable de dos cargos de homicidio capital. Said fue condenado por la jueza de distrito del Condado de Dallas Chika Anyiam a la pena de Cadena Perpetua sin posibilidades de obtener Libertad Condicional. Actualmente cumple su sentencia en la prisión Holiday de Huntsville en Texas. 
Islam
Islam Said, hijo de Yaser, fue detenido el 19 de enero de 2021. Islam se declaró culpable de albergar a un fugitivo, conspirar para albergar a un fugitivo y obstrucción a la justicia por haber ocultado a su padre en un piso de Justin, Texas todo ese tiempo. En abril del 2021 fue condenado a 10 años de prisión por encubrimiento. Cumple actualmente su condena en la Institución correccional federal de Big Spring.
Yassein
Yassein Abdulfatah Said, hermano de Yaser, fue acusado del cargo de ocultar a un fugitivo. De acuerdo con sus abogados, Yassein dijo en su juicio que de haber sabido que Yaser cometió el crimen, no le hubiera ayudado a ocultarse durante todos estos años, manifestando que también lo odiaba por lo que hizo. El 4 de febrero de 2021, fue encontrado culpable de Conspiración para ocultar a un fugitivo. Fue condenado a 12 años de prisión. Cumple su sentencia en la institución correccional federal de Bastrop. [cita requerida]

## Documental
En 2014 salió al aire un documental llamado "The Price of Honor", que relata los hechos de los asesinatos de Amina Said y Sarah Said. El documental fue grabado mientras Yaser se encontraba prófugo de la justicia, 6 años antes de su captura.